# Cezary Przybylski
Cezary Adam Przybylski (ur. 18 czerwca 1956 w Sławoborzu) – polski polityk i samorządowiec, z wykształcenia zootechnik. W latach 2006–2014 starosta bolesławiecki, w latach 2014–2024 marszałek województwa dolnośląskiego.

## Życiorys
Syn Zenona i Krystyny. W 1981 podjął studia dzienne na kierunku zootechnika na Akademii Rolniczej we Wrocławiu. Ukończył je w 1986 z tytułem zawodowym magistra, pisząc pracę dyplomową dotyczącą chorób odzwierzęcych na terenie powiatu bolesławieckiego pod kierunkiem Romana Kołacza. Następnie zamieszkał wraz z żoną w Raciborowicach Górnych, pracując przez 16 lat jako nauczyciel w szkole podstawowej i szkole rolniczej w gminie Warta Bolesławiecka. Pełnił tam funkcję dyrektora.
W latach 90. rozpoczął działalność w lokalnym samorządzie, zostając członkiem zarządu gminy Warta Bolesławiecka. W latach 1994–1998 był także delegatem do sejmiku samorządowego województwa legnickiego, przewodnicząc tam Komisji Działań Społecznych. W tym czasie w ramach pilotażowego programu nadzorował przejmowanie przez część samorządów szkół podstawowych. Po reaktywacji powiatów w 1998 został wybrany do rady powiatu bolesławieckiego, obejmując stanowisko wicestarosty. Poza tym do 2001 sprawował funkcję przewodniczącego Komisji Edukacji Związku Powiatów Polskich. Pracował również w Zespole ds. Edukacji Komisji Wspólnej Rządu i Samorządu. W 2002 ponownie wybrano go do rady powiatu, tym razem z ramienia Platformy Obywatelskiej. Reelekcję uzyskiwał w 2006 i 2010. W 2006 został starostą bolesławieckim, a także przewodniczącym Konwentu Powiatów Województwa Dolnośląskiego. Po wyborach w 2010 pozostał na obu tych stanowiskach.
13 lutego 2014 sejmik dolnośląski powołał go na stanowisko marszałka województwa. W wyborach w 2014 uzyskał mandat radnego sejmiku dolnośląskiego, zaś 15 grudnia po raz drugi został marszałkiem dolnośląskim. W marcu 2016 opuścił PO, współtworząc w sejmiku klub radnych Bezpartyjni Samorządowcy (od lipca tego samego roku do czerwca 2018 pod nazwą Dolnośląski Ruch Samorządowy). W 2018 utrzymał mandat radnego wojewódzkiego z listy Bezpartyjnych Samorządowców, a także stanowisko marszałka województwa. W marcu 2021 opuścił klub BS w sejmiku, tworząc klub Bezpartyjni i Samorządowcy (związany z Ogólnopolską Federacją BiS, skupiającą zasadniczą część ruchu BS), w 2023 przemianowany na klub BS. W 2024 został ponownie wybrany na radnego sejmiku; urząd marszałka województwa sprawował do 21 maja 2024.

## Odznaczenia i wyróżnienia
- Krzyż Kawalerski Orderu Odrodzenia Polski (2022)[12]
- Złoty Krzyż Zasługi (2015)[13]
- Odznaka „Zasłużony Działacz Kultury” (2004)
- Dolnośląski Klucz Sukcesu (2008)
- Gryf Dolnośląski (2009, nagroda gospodarcza)
- Lider Edukacji (2012, nagroda resortowa)
- Srebrny Medal „Za zasługi dla obronności kraju” (2012)[14]